# ريحانة (اسم)

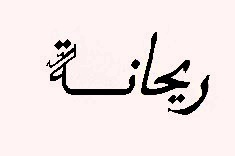
اسم ريحانة مكتوب بخط عربي عادي.

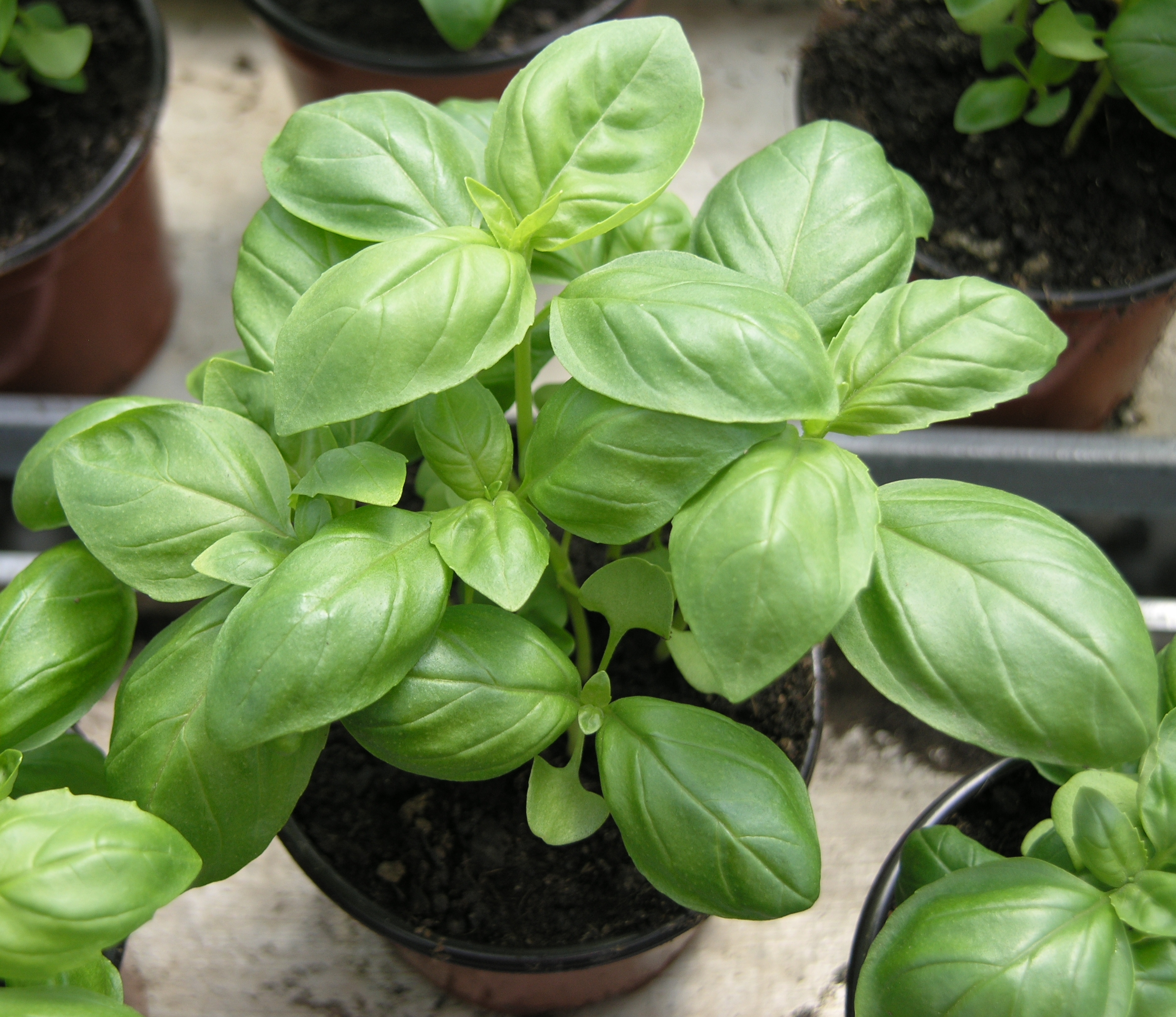
نبات ريحان أو حبق.

ريحانة اسم عربي مؤنث يأتي من الريحان وهو نوع من النبات طيب الرائحة أو ما يسمى الحبق هو نبات عطري يتبع الفصيلة الشفوية وكل نبتة طيب الرائحة يسمونها ريحانة.
وقد ذكر الريحان في القرآن مرتين حيث ذكر:
- في سورة الرحمن آية 12 {وَالْحَبُّ ذُو الْعَصْفِ وَالرَّيْحَانُ}
- ذكر في سورة الواقعة آية 89 { فَأَمَّا إِنْ كَانَ مِنَ الْمُقَرَّبِينَ * فَرَوْحٌ وَرَيْحَانٌ وَجَنَّةُ نَعِيمٍ}

## شخصيات تحمل هذا الاسم
ريحانه بنت نبيل
- ريحانة بنت زيد